# Axel Schovelin
Axel Thorsen Schovelin (22. marts 1827 i København – 18. december 1893 på Frederiksberg) var en dansk landskabsmaler, bror til officeren og politikeren Julius Schovelin (1821-1870) og far til nationaløkonomen og politikeren Julius Schovelin (1860-1933).
Schovelin var søn af boghandler Peter Thorsen Schovelin (død 1871) og Anna Cathrine Elisabeth født Larsen. Allerede som lille dreng viste han lyst og anlæg for tegning og blev i en alder af 12 år elev af Kunstakademiet, til hvis modelskole han opflyttedes 1846; i 1848 debuterede han som udstiller på Charlottenborg med to billeder, Morgen ved Stranden og Skovparti, og i de følgende år mødte han med en række større og mindre sjællandske landskaber, af hvilke i 1850 Parti ved Raavad, Eftermiddagsbelysning, i 1851 Parti ved gamle Frederiksdal med Lyngby i Baggrunden og En Sommerdag, Motiv ved Ravaddam samt i 1855 Den østlige Del af Charlottenlund, Formiddagsbelysning erhvervedes af Kunstforeningen, der også i hans senere tid jævnlig købte af hans arbejder.
I 1851 ægtede han Oline Hansine Moos (23. marts 1821- 21. december 1897). Med understøttelse af Akademiet rejste han i 1857 udenlands og opholdt sig i Tyskland og Frankrig omkring to år. Stort udbytte ud over nogle studier og en del tegninger bragte denne rejse næppe for hans kunst; mere betydning fik hans anden rejse i 1866, på hvilken han efter bestilling af kong Christian 9. malede studierne til et større billede, Slotsruinerne ved Heidelberg. Dette arbejde, der udstilledes 1867 sammen med Drachenfels ved Rhinen, hører til kunstnerens smukkeste frembringelser.
Schovelin døde 18. december 1893 efter at have udfoldet en stor virksomhed og vundet betydelig popularitet. Han var utvivlsomt en ikke ganske ringe begavelse og lagde ofte, især i sine ungdomsarbejder, natursans og sund følelse både for farve og form for dagen; desuden sad han inde med evne til smagfuldt motivvalg og afrundet komposition og førte oprindelig en let og kvik pensel, men efterhånden vænnede han sig til en mindre solid arbejdsmåde, og hovedmassen af hans senere værker tyder gennemgående på en tilbagegang, der skyldtes en noget forceret produktion og en dermed sammenhængende mangel på fordybelse i naturstudierne. Dog er hans indgående skildringer af danske træer, udgivet som en samling raderinger, Mærkelige gamle danske Træer navnlig Ege og Bøge, Hft. 1-7, 1881-91, interessante og enestående. Sine motiver søgte han—bortset fra de få udenlandske billeder og enkelte ting fra Tåsinge og Langeland—næsten udelukkende i få miles afstand fra København.